# Gouverneur général du Canada
Le gouverneur général du Canada (en anglais : Governor General of Canada) est le représentant du roi du Canada. En tant que représentant du monarque, il occupe également la position de commandant en chef des Forces armées canadiennes. Le gouverneur général est également selon la loi constitutionnelle de 1867, chargé, au nom du roi, d'administrer le gouvernement fédéral canadien, cela reste cependant une simple formalité.
L'actuelle titulaire de la fonction est Mary Simon, gouverneure générale depuis le 26 juillet 2021. Elle est la première personne à ce poste à avoir en partie des origines autochtones (inuite),.

## Nomination
Le souverain du Canada nomme le gouverneur général sur avis du premier ministre du Canada. De 1867 à 1952, chaque gouverneur général était natif du Royaume-Uni et membre de l'aristocratie britannique. Le dernier gouverneur général d'origine britannique fut Harold Alexander, 1er vicomte Alexander de Tunis, qui fut en poste de 1946 à 1952. Depuis le mandat de Vincent Massey, gouverneur général entre 1952 et 1959, le poste a été occupé uniquement par des Canadiens. De plus, par tradition, celui-ci est tenu alternativement par des Canadiens anglais et des Canadiens français. Depuis 1967, le premier ministre ne communique au souverain qu'un seul nom lorsqu'il recommande une personne pour la fonction. Auparavant, une liste de plusieurs noms était fournie, laissant au monarque le soin de choisir. En général, le souverain est tenu par la Constitution de toujours suivre l'avis de ses premiers ministres, tant et aussi longtemps que ceux-ci gardent la confiance de la Chambre des communes et agissent de manière constitutionnelle.
Bien qu'impartiaux durant leur mandat, les gouverneurs généraux ont souvent été d’anciennes personnalités politiques. Depuis 1952, des personnes ayant déjà occupé les postes de diplomate, membre du Cabinet ou président de la Chambre des communes ont été nommées. Adrienne Clarkson, gouverneure générale de 1999 à 2005, était auparavant auteure et journaliste de télévision ; elle fut la première gouverneure générale dans l’histoire canadienne à ne pas avoir de passé politique ou militaire. Elle fut également la deuxième femme et la première personne d’origine asiatique à occuper ce poste. La première femme gouverneure générale du Canada fut Jeanne Sauvé, dont le mandat s'est exercé de 1984 à 1990.
Il est de tradition que la personne désignée reste en poste pour un minimum de cinq ans, mais en réalité, ce poste est occupé selon « le bon vouloir de Sa Majesté », et le premier ministre canadien peut demander au roi de prolonger le mandat. Ainsi, le mandat d’Adrienne Clarkson fut prolongé d’un an par la reine sur l’avis du premier ministre Paul Martin, car celui-ci croyait préférable de garder un gouverneur général expérimenté en poste tant qu’un gouvernement minoritaire était à la tête du pays. Par le passé, les mandats d’autres gouverneurs généraux tels ceux de Georges Vanier et Roland Michener ont eux aussi été prolongés.

## Vacance de la fonction
Dans l'éventualité où le gouverneur général décèderait, démissionnerait ou serait à l'étranger pour une période de plus d'un mois, il revient au juge en chef du Canada d'agir en tant qu’administrateur du Canada et d'exercer ainsi tous les pouvoirs du gouverneur général. Les seules personnes à avoir endossé cette responsabilité à la suite du décès d’un gouverneur général furent les juges en chef Lyman Poore Duff, succédant à Lord Tweedsmuir en 1940, et Robert Taschereau, succédant à Georges Vanier en 1967. De plus, à la suite de la démission de Roméo LeBlanc en 1999, le juge en chef Antonio Lamer exerça l'intérim. En 2005, Beverley McLachlin, juge en chef du Canada, a remplacé Adrienne Clarkson qui a dû être hospitalisée afin de se faire poser un stimulateur cardiaque. Le 21 janvier 2021, la gouverneure générale Julie Payette démissionne à la suite de la publication d'un rapport validant des accusations de harcèlement moral sur ses employés. Richard Wagner en tant que juge en chef du Canada, et conformément à la Constitution, assure l'intérim.

## Histoire

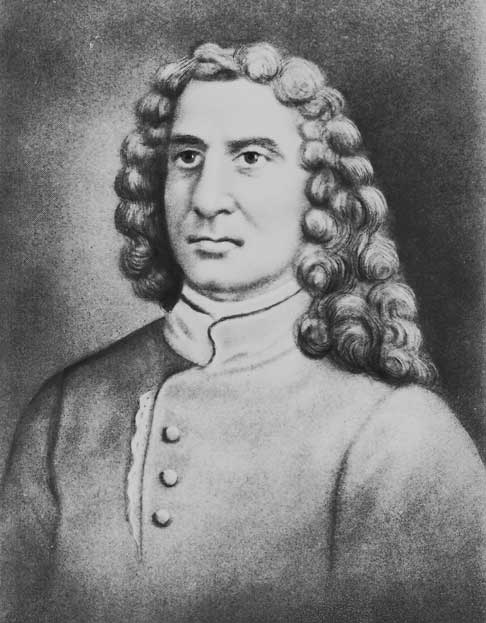
Portrait de Charles Jacques Huault de Montmagny, premier gouverneur général de Nouvelle-France de 1636 à 1648.

La colonisation française de l’Amérique du Nord a commencé dans les années 1580 (le territoire fut découvert par Jacques Cartier en 1534), mais la vaste colonie de la Nouvelle-France (composée du Canada, de la Louisiane et de l’Acadie) a seulement grandi pendant le début et le milieu du XVIIe siècle. L’explorateur Samuel de Champlain devint la première personne officiellement nommée au poste de gouverneur de la Nouvelle-France. À l’origine, la Nouvelle-France était administrée par la Compagnie des Cent-Associés ; en 1663, cependant, le roi Louis XIV a pris le contrôle de la colonie. Après 1663, la personne à la tête de l’administration française en Nouvelle-France était connue en tant que « gouverneur général » ; le premier à occuper cette fonction fut Charles Jacques Huault de Montmagny.
La France perdit la majorité de ses territoires nord-américains, Canada inclus, au profit du Royaume-Uni de Grande-Bretagne au cours de la guerre de Sept Ans (1756-1763), perte confirmée par le traité de Paris. La proclamation royale de 1763 a changé le nom du Canada en « Province of Quebec » et le poste de gouverneur de Québec fut créé par la même occasion. Le lieutenant-général Sir Jeffrey Amherst a gouverné la province durant les dernières années de la guerre de Sept Ans, mais le premier civil à occuper cette fonction fut James Murray (nommé en 1764). Les provinces de la Nouvelle-Écosse et du Nouveau-Brunswick restèrent séparées, chacune avec son propre gouverneur. Dans les années 1780, le gouvernement britannique dirigé par le premier ministre William Pitt a accepté l’idée que les provinces de Québec, de la Nouvelle-Écosse et du Nouveau-Brunswick ne devraient partager qu'un seul gouverneur-en-chef (plus tard appelé gouverneur général). La première personne à occuper ce poste fut Lord Dorchester (nommé en 1786). Le gouverneur général, ou gouverneur-en-chef, ne gouvernait cependant que la province du Bas-Canada ; le Haut-Canada, le Nouveau-Brunswick et la Nouvelle-Écosse étaient en fait gérés par leurs lieutenants-gouverneurs respectifs. En 1840, le Haut et le Bas-Canada furent réunis pour créer la Province du Canada, qui est restée sous l’autorité directe du gouverneur général.
Le rôle du gouverneur général a énormément évolué au lendemain des rébellions de 1837. En effet, une dizaine d'années après ces rébellions, le gouvernement britannique a consenti à accorder aux provinces canadiennes le statut de gouvernement responsable. Cela eut pour effet de rendre le gouverneur général et les lieutenants-gouverneurs des gouverneurs de nom seulement, l’autorité étant en fait détenue par les législatures démocratiquement élues et les premiers ministres provinciaux. Cette répartition des rôles a perduré après l’établissement du dominion du Canada en 1867 : le gouverneur général et les lieutenants-gouverneurs sont demeurés les représentants symboliques de la Couronne et du gouvernement britanniques, alors que le pouvoir réel était dans les mains du premier ministre du Canada et de ses homologues provinciaux.
La fonction de gouverneur général a connu de grands changements durant la fin des années 1920 et au début de la décennie suivante, au lendemain de l'affaire King-Byng. En 1926, le premier ministre libéral William Lyon Mackenzie King a demandé au gouverneur général Lord Byng de Vimy de dissoudre le Parlement ; celui-ci, cependant, a utilisé son pouvoir de réserve pour refuser cette requête, arguant du fait que des élections générales avaient été tenues seulement quelques mois plus tôt. King a donc remis sa démission, et Lord Byng a nommé Arthur Meighen pour le remplacer à la tête du gouvernement. En une semaine cependant, le gouvernement conservateur de Meighen perdit un vote de non-confiance à la Chambre des communes, forçant le gouverneur général à dissoudre le Parlement et à déclencher les élections. Mackenzie King fut élu avec une majorité claire et revint avec la ferme intention de redéfinir le rôle du gouverneur général.

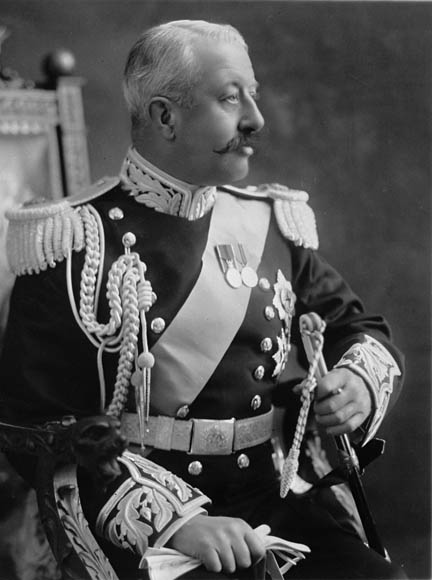
Le duc du Devonshire, gouverneur général du Canada de 1916 à 1921. Jusque dans les années 1970, les gouverneurs généraux portaient l’uniforme de cour, un habit ressemblant à l’uniforme militaire, comme le montre cette photo.

Lors d'une conférence impériale tenue plus tard en 1926, le Royaume-Uni, le Canada et les autres dominions ont tous accepté la déclaration Balfour. Celle-ci reconnaissait que chaque dominion était l’égal du Royaume-Uni, et que chaque gouverneur général agirait désormais dans son dominion seulement en tant que représentant de la Couronne et non en tant qu’agent du gouvernement britannique. Ce dernier rôle devait plutôt maintenant appartenir aux hauts-commissaires, équivalents des ambassadeurs. Le principe d’égalité entre les dominions fut développé plus avant par le Statut de Westminster en 1931. On abandonna le concept d’un grand empire dont les territoires appartenaient à la couronne britannique ; chaque dominion était un royaume à part entière et le souverain devenait ainsi roi du Royaume-Uni, roi du Canada, roi d’Australie, etc. Même si le dominion du Canada était maintenant reconnu comme indépendant et l’égal du Royaume-Uni, les responsabilités de gouverneur général ont traditionnellement continué à être confiées à des Britanniques, et non à des Canadiens. L’appellation « dominion » n’est plus qu'utilisée aujourd’hui dans les documents officiels vu la constitution de 1867, car elle impliquerait que le gouvernement britannique aurait une forme d’autorité sur le Canada, ce qui n’est pas le cas. Le premier gouverneur général de nationalité canadienne, Vincent Massey, ne fut nommé qu’en 1952.
D’autres changements importants ont été apportés à cette fonction durant le mandat de Roland Michener (1967-1974). Michener a assoupli les protocoles et les formalités entourant le poste ; par exemple, l’antique coutume de s’incliner devant le gouverneur général fut abandonnée. Michener a conservé l’uniforme militaire traditionnel associé à son office, mais il fut le dernier gouverneur général à le faire. En 1971, Michener visita Trinité-et-Tobago, devenant ainsi le premier gouverneur général à faire une visite d’État dans un autre pays. Cette visite fut initialement la source de controverses, car plusieurs soutenaient que le souverain, et non le gouverneur général, était techniquement le chef de l’État canadien. Mais la controverse n’a pas duré ; il est maintenant très commun pour un gouverneur général de faire des visites d’État.
La fonction de gouverneur général a occasionnellement été un sujet de controverses au Canada. L'organisme Citoyens et citoyennes pour une république canadienne milite pour une modification du poste, en vue de ce que cet organisme voit comme une éventuelle transformation vers un système présidentiel similaire aux républiques d’Irlande ou de l’Inde, remplaçant ainsi complètement la monarchie. D’un autre côté, des organisations comme la Ligue monarchiste du Canada sont favorables au maintien du rôle de gouverneur général en tant que représentant du monarque régnant. Depuis l’échec de l’Accord du lac Meech en 1987 et de l’Accord de Charlottetown en 1992, les politiciens canadiens se sont montrés réticents à ouvrir à nouveau la discussion sur la question constitutionnelle, surtout sur un sujet aussi polarisé que la monarchie. Il y a eu peu de débats sur une éventuelle abolition de la monarchie, principalement parce que beaucoup de Canadiens considèrent que le conflit portant sur la souveraineté québécoise est plus urgent. Ainsi, le mouvement républicain au Canada n’est pas aussi fort que des mouvements similaires apparus dans d’autres royaumes du Commonwealth tels que l’Australie.

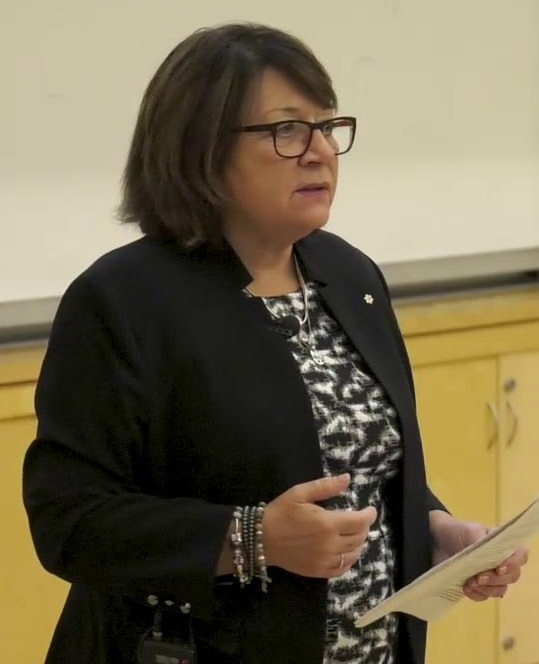
Mary Simon, première personne d'origine autochtone (inuite) à occuper le poste de gouverneur général du Canada.

Le 6 juillet 2021, le premier ministre Justin Trudeau annonce la nomination de Mary Simon comme nouvelle gouverneure générale du Canada. Elle est la première personne d'origine autochtone (inuite) à occuper ce poste, à partir du 26 juillet 2021. Au moment de sa nomination, elle ne parle ni ne comprend le français. Elle s'est engagée, après sa nomination, à apprendre le français, l'une des deux langues officielles du Canada depuis la Loi sur les langues officielles de 1969, quand Pierre Elliott Trudeau était premier ministre fédéral.

## Rôle gouvernemental
Le gouverneur général est le représentant du monarque canadien et exerce la quasi-totalité des pouvoirs de la Couronne. Le souverain conserve les pouvoirs exécutifs et ses prérogatives royales et les exerce conjointement avec le gouverneur général du Canada, mais il intervient extrêmement rarement dans la politique canadienne. Toutefois, seul le roi possède le pouvoir de nommer les gouverneurs généraux et comme requis par la Constitution canadienne, d’ajouter des sièges au sénat. Il n’agit cependant que sur l’avis du premier ministre canadien.
Bien que le monarque du Royaume-Uni soit aussi monarque du Canada, le gouvernement britannique ne peut conseiller le gouverneur général ou interférer dans les affaires du Canada, ce pays étant une nation souveraine. Cela depuis l'adoption du Statut de Westminster en 1931.
Bien que les pouvoirs que possède le gouverneur général soient en théorie considérables, ils sont en pratique très limités. Le gouverneur général est un chef exécutif symbolique et nominal, agissant selon les contraintes de la Constitution et selon des précédents. En pratique, la grande majorité du pouvoir politique est entre les mains du parlement canadien (composé de la Couronne, du Sénat et de la Chambre des communes), et du premier ministre ainsi que de son cabinet. Ainsi, le gouverneur général exerce presque toujours les prérogatives royales sur l’avis du premier ministre et des autres ministres, qui à leur tour, sont responsables face à une Chambre des communes élue démocratiquement, et à travers celle-ci, face au peuple. Mais, une partie des prérogatives royales, appelée pouvoirs de réserve, reste entre les mains de la Couronne, en tant que dernier contrôle du pouvoir gouvernemental ; comme l’expert constitutionnel et sénateur Eugene Forsey (en) l'a dit : « A Governor General must take all steps necessary to thwart the will of a ruthless prime minister. (Un gouverneur général doit prendre toutes les mesures nécessaires pour contrecarrer les désirs d’un premier ministre intraitable) ». Ce pouvoir fut utilisé par le gouverneur général Lord Byng contre le premier ministre Mackenzie King dans ce qu'on a appelé l’Affaire King-Byng, en 1926. Certains, comme Larry Zolf de la CBC, ont également spéculé sur la possibilité que la gouverneure générale Adrienne Clarkson refuse la recommandation du premier ministre Jean Chrétien de dissoudre le Parlement en 2002.
Toutes les lois sont édictées au nom du souverain. Pour qu’un projet de loi adopté par le Parlement soit mis en vigueur, la sanction royale est requise. À cette occasion, le gouverneur général agit au nom du souverain ; en théorie, il a trois options : accorder la sanction royale et ainsi approuver la loi, refuser la sanction en apportant son veto, ou émettre un droit de réserve sur le projet de loi afin que la sanction soit personnellement accordée ou refusée par le souverain. Si le gouverneur général accorde la sanction royale, le monarque a deux ans pour « rejeter » le projet de loi, annulant ainsi la loi en question. Aucun gouverneur général n’a refusé d’accorder la sanction royale depuis la Confédération, mais certains lieutenant-gouverneurs l’ont fait.
Le gouverneur général convoque, proroge, et dissout le Parlement. Chaque session parlementaire commence avec la semonce du gouverneur général. Une nouvelle session est caractérisée par l’ouverture du Parlement, durant laquelle le gouverneur général lit le discours du Trône depuis le Sénat, donnant ainsi les grandes lignes de l’agenda législatif du gouvernement pour l’année à venir. La prorogation du Parlement survient habituellement environ un an après l’ouverture d’une session, et suspend officiellement les séances. La dissolution, dont le moment peut varier selon différents facteurs, met fin à un mandat parlementaire (celui-ci ne peut excéder cinq ans). S’ensuivent alors des élections générales pour tous les sièges de la Chambre des communes. Un gouverneur général pourrait théoriquement refuser une dissolution, mais les circonstances qui le lui permettraient sont imprécises. Un refus pourrait être justifié si un gouvernement minoritaire était en fonction très brièvement et qu’un autre parti semblait pouvoir réussir à obtenir la confiance de la Chambre. La dernière fois qu’un gouverneur général a refusé de dissoudre le parlement, était durant la susmentionnée affaire King-Byng.
Lorsque cela est nécessaire, le gouverneur général est responsable de la nomination d’un nouveau premier ministre. En accord avec la convention constitutionnelle (non écrite), il doit choisir la personne qui a le plus de probabilités de conserver le soutien de la majorité de la Chambre des communes : généralement le chef du parti majoritaire à la Chambre. Si aucun parti n’a de majorité, deux groupes ou plus peuvent former une coalition, dont le chef désigné en interne est ensuite nommé premier ministre. De tels gouvernements de coalition sont rares au Canada. Lorsqu'aucun parti ou coalition n’a de majorité à l’intérieur du Parlement, la convention exige du gouverneur général qu’il nomme la personne ayant le plus de chance d’obtenir le soutien de la Chambre des communes : généralement, mais pas nécessairement, le chef du parti qui occupe le plus de sièges. Ainsi, Paul Martin est resté premier ministre plus d’un an après l’élection de 2004 alors même que son parti n’avait pas la majorité. Dans certains contextes, le gouverneur général va devoir utiliser son jugement pour déterminer la personne la plus appropriée à devenir premier ministre.
Le gouverneur général a aussi le pouvoir de nommer les ministres fédéraux, les sénateurs, les juges et d’autres fonctionnaires. Dans les faits, cependant, les intéressés sont choisis par le premier ministre ou d’autres ministres. De plus, le gouverneur général a la responsabilité de nommer, au nom du souverain, les lieutenant-gouverneurs dans les provinces. Dans ce cas-ci également, ce sont les premiers ministres (fédéraux et provinciaux) qui en font le choix. Un lieutenant-gouverneur peut, plutôt que d’accorder la sanction royale à un projet de loi provincial, émettre un droit de réserve et laisser la décision au gouverneur général. Cette pratique est cependant tombée en désuétude et a été utilisée pour la dernière fois par le lieutenant-gouverneur de la Saskatchewan en 1961. Les commissaires des territoires canadiens ne sont pas nommés par le gouverneur général ; ils n’agissent pas non plus en tant que représentants de la Couronne.

## Rôle honorifique
Les fonctions du gouverneur général sont majoritairement honorifiques. En qualité de représentant du souverain, il accomplit certaines fonctions habituellement associées à celles d’un chef d’État. Il fait des visites d’État à l’étranger, reçoit des chefs d’État étrangers au Canada, reçoit les ambassadeurs et les hauts-commissaires, rencontre des groupes officiels, remet des décorations honorifiques et des prix. De plus, une tradition récente veut que chaque gouverneur général sortant crée un trophée ou un prix (généralement dans le sport) portant son nom.
Il occupe le rôle symbolique de commandant en chef des Forces canadiennes. L’allégeance des membres des Forces armées est due à la monarchie canadienne, et non à un gouvernement en exercice, temporaire et changeant. En pratique, il n’est pas évident de savoir si le commandant des Forces armées peut, dans la réalité, se tourner vers le gouverneur général s’il pense que les ordres reçus du premier ministre ou du ministre de la Défense nationale sont illégaux ou contraires à l'éthique, ni si le gouverneur général peut donner directement de nouveaux ordres. En effet, il n'existe aucun précédent de ce genre dans l'histoire du Canada. Si un gouverneur général annulait un ordre du premier ministre, cela créerait indubitablement une crise constitutionnelle.
Le gouverneur général est également le colonel de trois régiments canadiens : les Governor General’s Horse Guards, les Governor General's Foot Guards et les Canadian Grenadier Guards. Le grade de colonel est situé directement sous celui de colonel en chef, titre destiné au souverain.
Précédemment, les lettres de créance (présentées par des ambassadeurs ou des hauts-commissaires arrivant ou quittant leur poste au Canada) étaient adressées au monarque ; depuis début 2005, cependant, elles sont directement adressées au gouverneur général, sans référence au souverain. Cette décision a causé quelques controverses, soulevant l'ire de certains monarchistes.

## Préséance et privilèges
Selon l’ordre de préséance, lors d'un événement officiel, le gouverneur général précède tous les invités, sauf le souverain. En tant que représentant direct du monarque, le gouverneur général a même préséance sur d’autres membres de la famille royale.
Tout au long de son mandat, le gouverneur général ainsi que son conjoint reçoivent le prédicat honorifique « Son Excellence », son épouse ou époux est appelé consort vice-royal. De plus, les gouverneurs généraux sortants sont nommés au Conseil privé du Roi pour le Canada et ont droit au titre de « très honorable » à vie ; le terme « Son Excellence » est cependant retiré lorsqu’ils quittent leur fonction, ce titre étant attribué internationalement aux chefs d'État. Le gouverneur général et son conjoint sont les seuls Canadiens ayant le privilège de recevoir le traitement « Son Excellence » au pays. Pendant toute la durée de son mandat, le gouverneur général est également le chancelier et compagnon principal de l'ordre du Canada, le chancelier de l'Ordre du mérite militaire et le chancelier de l'Ordre du mérite des corps policiers et du très vénérable Ordre de Saint-Jean. Ainsi, il est autorisé à porter les médailles et insignes de ces ordres. Lors de son investiture, il se voit présenter les colliers de l'Ordre du Canada, de l'Ordre du mérite militaire, de l'Ordre du mérite des corps policiers et aussi l’Autorité héraldique.
Le drapeau du gouverneur général a préséance sur tous les autres drapeaux et étendards, sauf sur l'étendard personnel du souverain du Canada. Cet étendard est arboré sur le véhicule utilisé par le gouverneur général et sur l'édifice dans lequel il se trouve ou réside. Cependant, lors de visites officielles à l’étranger où le gouverneur général représente le Canada, il utilise le drapeau du Canada, aussi appelé unifolié, symbole représentatif et reconnu du pays.
Le « salut vice-royal » est l’hymne utilisé pour accueillir le gouverneur général. Il est composé des six premières mesures de l’hymne royal canadien (God Save the King) et des quatre premières et quatre dernières mesures de l’hymne national canadien (Ô Canada). À l’étranger, seul le Ô Canada est utilisé. Lors des cérémonies officielles, une salve royale de 21 coups d'artillerie est tirée à l'arrivée du gouverneur général.
Le gouverneur général perçoit un salaire annuel imposable de 302 114 $. Le 1er mai 2013, il est pratiquement doublé, passant de 137 000 $ à 270 000 $. Le gouvernement explique que cette augmentation a pour but de compenser le fait que celui-ci sera désormais imposé comme tous les Canadiens. Il dispose de deux résidences officielles : Rideau Hall à Ottawa, en Ontario, et la Citadelle de Québec, au Québec, où le couple passe chaque année quelques semaines. Par métonymie, les membres du couple vice-royal sont appelés « châtelain et châtelaine de Rideau Hall ».  
Jusque durant la Seconde Guerre mondiale et avant d'être incorporé aux bureaux du premier ministre, le gouverneur général ainsi que son personnel bénéficiaient de bureaux sur la colline du Parlement, dans l'aile Est. Lorsque les bureaux du premier ministre furent déménagés dans l’édifice Langevin dans les années 1970, les anciens locaux qui abritaient les bureaux du gouverneur général furent restaurés pour leur rendre leur apparence du XIXe siècle. Ils représentent aujourd’hui une attraction touristique lors des visites sur la colline parlementaire à Ottawa.
Le personnel du gouverneur général est dirigé par le secrétaire du gouverneur général du Canada, travaillant à Rideau Hall.

## Activités post-mandat
Les gouverneurs généraux à la retraite se retirent généralement de la vie publique ou acceptent des postes diplomatiques. Edward Schreyer, en mandat de 1979 à 1984, est devenu haut-commissaire en Australie à sa retraite. En 2005, il est devenu le premier ancien gouverneur général à briguer un poste de député à la Chambre des communes lorsqu’il s’est présenté en tant que candidat du NPD dans la circonscription de Selkirk—Interlake. Schreyer a perdu face au conservateur James Bezan.
À la suite de son mandat de gouverneure générale de 2005 à 2010, Michaëlle Jean exerça plusieurs autres fonctions publiques. Elle est envoyée spéciale de l'UNESCO pour Haïti, chancelière de l'Université d'Ottawa et Grande Témoin de la Francophonie aux Jeux olympiques de Londres. Le 30 novembre 2014, elle est désignée secrétaire générale de l'Organisation internationale de la Francophonie au Sommet de Dakar par les chefs d'État et de gouvernement des États membres. Elle est pleinement investie dans ses fonctions le 1er janvier 2015.
L’histoire des gouverneurs généraux britanniques compte plusieurs exemples d’anciens vice-rois revenant à une carrière politique en Grande-Bretagne après leur mandat. En 1952, Lord Alexander de Tunis a démissionné de son mandat de gouverneur général pour accepter le poste de ministre de la Défense de Winston Churchill. Lord Lansdowne et le duc de Devonshire sont également devenus membres du gouvernement britannique après leurs carrières vice-royales. Lansdowne lui-même fut durant plus de dix ans le chef du Parti conservateur à la Chambre des lords à Londres.
Seuls trois anciens gouverneurs généraux canadiens ont laissé une autobiographie. John Buchan fut le premier avec Memory Hold-the-Door, écrite durant son mandat à Rideau Hall et publiée en 1940. Vincent Massey fut le second, avec sa biographie en deux volumes, On Being Canadian publiée en 1948 et What’s Past is Prologue: The Memoirs of the Right Honourable Vincent Massey, C.H. en 1963. Peu après son départ de Rideau Hall, Adrienne Clarkson a signé un contrat de deux livres avec Penguin Canada, le premier intitulé Heart Matters.